# Pinfall
Et pinfall er en måde at vinde en kamp på i wrestling. Et pinfall bliver opnået ved, at en deltager holder sin modstanders skuldre nede i gulvet, mens dommeren tæller til tre eller slår tre gange i gulvet. De fleste wrestlingkampe afgøres via pinfall, men de kan også afgøres ved fx diskvalifikation eller ved, at dommeren tæller en eller flere deltagere ud. Ved et pinfall afbrydes tællingen, hvis modstanderen formår at få skulderen op fra gulvet, og dette kaldes et near-fall. 
| Sport | Spire Denne artikel om sport er en spire som bør udbygges. Du er velkommen til at hjælpe Wikipedia ved at udvide den. |